# Wołczyca
Wołczyca – przepływowe jezioro lobeliowe Pojezierza Bytowskiego, na południowy zachód od Miastka, w gminie Miastko, w powiecie bytowskim, w województwie pomorskim. Ogólna powierzchnia akwenu jeziora wynosi 36,5 ha. Przy wschodniej linii brzegowej jeziora znajduje się mała wyspa, na południowym wschodzie graniczy z Jeziorem Kościelnym.